# Баранник Михайло Дмитрович
Михайло Дмитрович Баранник (нар. 26 червня 1927 — ?) — український радянський діяч, новатор виробництва, бригадир машиністів Амвросіївського цементного заводу Сталінської (Донецької) області. Депутат Верховної Ради УРСР 5-го скликання.

## Біографія
З 1950-х років — бригадир машиністів неавтоматичних шахтних печей Амвросіївського цементного заводу № 1 Сталінської (Донецької) області.
Потім — на пенсії у місті Амвросіївці Донецької області.

## Нагороди
- ордени;
- медалі.